# Charlotte Murchison
Charlotte Murchison, nata Charlotte Hugonin (Nursted House, 18 aprile 1788 – Londra, 9 febbraio 1869), è stata una geologa britannica.
Sposata con Roderick Impey Murchison, Charlotte Murchison viaggiò estensivamente in Europa con il marito, realizzando studi su scogliere e fossili sia nel continente che in Inghilterra. Oltre ad avere dato un contributo alla paleontologia, la Murchison aiutò il marito in numerose delle sue pubblicazioni, collaborando sia come studiosa che come disegnatrice.

## Biografia
Charlotte Hugonin nacque a Nursted House, vicino a Petersfield, nel 1788, figlia del generale Francis Hugonin e Charlotte Edgar. All'età di ventisette anni conobbe Roderick Impey Murchison, che sposò l'anno successivo il 29 agosto 1815. Nel 1816 la coppia fece in tour della Francia, delle Alpi e dell'Italia, dove la Murchison cominciò a studiare specie di piante trovate tra formazioni rocciose. Dopo aver trascorso l'inverno a Genova, la coppia giunse a Roma, dove trascorse l'estate; qui, Chalotte Murchison si ammalò di malaria, una malattia che l'avrebbe accompagnata per il resto della sua vita. Sempre a Roma conobbe Mary Somerville, con cui strinse una profonda amicizia. Tornati in patria, i Murchison si trasferirono a Barnard Castle, dove Charlotte continuò a collezionare e studiare minerali. Nel 1824 la coppia si trasferì a Londra affinché Roderick Murchison potesse concentrarsi sui suoi studi geologici e da allora la moglie lo accompagnò in tutti i suoi viaggi e spedizioni di ricerca. Durante uno di questi viaggi conobbe Mary Anning.
Durante i loro viaggi la Murchison acquisì una vasta collezione di fossili così ricca e curata da essere oggetto di studio e pubblicazioni da parte di James De Carle Sowerby e William Buckland. Sowerby battezzò un fossile di ammonite, l'Ammonites murchisonae, in suo onore dopo che la Murchison lo aveva disegnato e studiato durante il suo viaggio nello Yorkshire nel 1826. Pur non avendo ricevuto un'educazione formale, la Murchison insistette per assistere alle lezioni di Charles Lyell al King's College di Londra e le sue insistenze furono tali da spingere l'accademico ad aprire le sue lezioni ad uomini e donne. Dopo la morte della madre nel 1833, la Murchison ereditò una considerevole fortuna e si trasferì con il marito a Belgravia. Con il passare degli anni gli effetti della malaria si fecero troppo debilitanti e dovette smettere di seguire il marito durante i suoi viaggi e alla fine soccombette alla malattia all'età di ottant'anni nel 1869.

## Nella cultura di massa
Charlotte Murchison è la protagonista del film di Francis Lee Ammonite - Sopra un'onda del mare (Ammonite) (2020), in cui la geologa è stata interpretata da Saoirse Ronan.